# Свешникова, Вера Владимировна
Ве́ра Вла́димировна Све́шникова (род. 3 апреля 1987, Москва, РСФСР) — российская актриса, певица, автор песен, режиссёр, продюсер и организатор концертов. Лауреат международных конкурсов, лауреат Высшей театральной премии Санкт-Петербурга «Золотой софит» за роль Элизы Дуллитл в спектакле «Моя прекрасная леди» (2022) и номинант за роль Мерседес Эррера в спектакле «Граф Монте-Кристо» (2018), номинант XV ежегодной международной театральной премии зрительских симпатий «Звезда театрала» (шорт-лист) за роль Элизы Дулиттл и театральной премии «Музыкальное сердце театра» (2022), номинант премии за роль Хозяйки в спектакле «Хозяйка Медной горы» и лауреат за роль Пат в спектакле «Три товарища» (2024).

## Биография

### Ранние годы
Родилась 3 апреля 1987 года в городе Москва в творческой семье. С детства хотела петь сложный репертуар, партию Аве Марии. Обучалась академическому вокалу у Елены Николаевны Соколовой, первый педагог. В 1994 году в шесть лет выступила на сцене Олимпийской деревни с песней «Хоть поверьте» Золушки под режиссурой Александра Карнаушкина. Окончила детскую музыкальную школу имени Ф. И. Шаляпина по классу академического вокала и фортепиано. Спустя два года занятий завоевала первое место в «Первом Московском конкурсе вокалистов», на следующий год заняла первое место и получила приз зрительских симпатий. Во время обучения неоднократно становилась лауреатом конкурса «Эстафета искусств» в рамках фестиваля «Юные таланты Московии», других районных и городских конкурсов.
С пяти лет занималась в балетном классе, театральной студии, модельном кружке в доме моды, училась шитью и участвовала в театральном показе одежды. Работала с музыкальными группами, в группе «Три желания», над сольными проектами, писала стихи, обучалась капуэро, самбо, боксу, плаванью, верховой езде и стрельбе из оружия, окончила модельное агентство, участвовала в приемной комиссии на отделение «Мюзикл» в Академии популярной музыки Игоря Крутого.
В 2009 году закончила Московский киновидеоинститут по специальности «экономист и управленец социально-культурной сферы». В 2011 году окончила эстрадно-джазовый колледж «Консорт» по специальности «Искусство эстрадно-джазового вокала» у Екатерины Игоревны Анохиной. Прошла курсы ГИТИСа по специальности «Актриса музыкального театра».

### Творчество
С 2008 по 2011 год руководила вокальной эстрадно-театральной студией «Эйрена», четыре года занималась латиноамериканскими, бальными, уличными и восточными танцами, постановкой хореографии с Дмитрием Крючковым, выступая на вокальных и танцевальных конкурсах. Принимала участие на открытом Кубке Москвы по танцевальным направлениям «Dance Cup 2011» в номинации «Street Dance».
С 2011 года сотрудничает с Санкт-Петербургским театром музыкальной комедии, является ведущей солисткой мюзиклов. В 2011 году играет в ансамбле и исполняет роль Сары в мюзикле «Бал вампиров», исполняет роль в 2016, 2018—2019 годах. С 2014 года роль Эммы Кэрью в мюзикле «Джекилл и Хайд». С 2017 года исполняет роль Мерседес Эррера в мюзикле «Граф Монте-Кристо». С 2018 года выходит на сцену в мюзикле «Канкан» в роли танцовщицы Клодин и в 2019 году в роли комсомолки Анастасии Глазковой в мюзикле «Девчонка на миллион». В 2019 году пробовалась на кастинге в мюзикл «Мисс Сайгон». С 2021 года исполняет роль Элизы Дулиттл в мюзикле «Моя прекрасная леди» Ф.Лоу.
В 2012—2013 годы играла роли Гайде, Рене и Валентины де Вильфор в музыкальной драме «Я — Эдмон Дантес».
В 2014 году приняла участие в телешоу «Артист» на телеканале «Россия-1». Не хватило 1 % для следующего круга. Информативно не донесла номер при вокально сильном исполнении.
В 2014 году дублировала вокал Энн Хэтэуэй — Jewel в полнометражном анимационном музыкальном фильме «Рио 2». В 2019 году озвучила вокал Гленн Кимико — Tomiko в 3 сезоне 20 серии «Звёздный час» мультипликационного телесериала «Елена — принцесса Авалора» на студии «Нева».
В 2015 году сыграла в короткометражном фильме в стиле стимпанк «Корсет».
В 2015—2017 годы играла роли Маргариты и Геллы в мюзикле «Мастер и Маргарита» Санкт-Петербургского театра «Мюзик-Холл», и роль Татьяны Лариной в мюзикле «Онегин» («Демон Онегина»)
В 2016—2018 годы исполняла роль Василисы в музыкальной сказке «Чудо — Юдо». В 2017—2018 годы играла роль Души Пэгги в мюзикле «Письма к Богу. Оскар и Розовая Дама» по роману Эрика-Эммануила Шмитта «Оскар и Розовая Дама» в театре ЛДМ.
В 2016 году принимала участие в кастинге мюзикла «Анна Каренина» московской оперетты на роль Анны.
В декабре 2016 и апреле 2017 года принимала участие в гала-концертах звёзд Санкт-Петербургского театра музыкальной комедии и Будапештского театра оперетты и мюзикла к 10-летию успешного сотрудничества на двух сценах как актриса мюзикла. В декабре 2021 года участвует в концерте «Оперетта во всех лицах» от театра в рамках XIV Международного Рождественского фестиваля искусств в Новосибирске. С 2022 года постоянная участница концертов «Весенняя магия оперетты» к Женскому дню, 30 июня 2024 приняла участие в «Оперетта-парк. Международный гала-концерт звезд оперетты» (Дворцовый парк, Гатчина).
В октябре 2016 года играла мюзикл «Джекилл & Хайд» на XII театральном фестивале «Золотая Маска в Эстонии» в Таллинне, в октябре 2019 сыграла мюзикл «Канкан» на XV фестивале.
В 2015—2017 годы выступала продюсером и участницей сольного музыкально-театрального концерта «Те, кто мы есть», в 2021 году продюсером и режиссёром первого сольного концерта Кирилла Гордеева «Шляпа». Оператор и монтажёр видео-конферанса артиста. В 2022 году организовывает творческие вечера «35 и 5» Кирилла в Петербурге и Москве, в Петербурге в 2023-м ко дню рождения творческий вечер «KIRO Film» и в 2024-м сольный концерт «Подкаст со временем». В 2019 году работала продюсером и исполнила роль графини Феодоры в концертной версии мюзикла «Шагреневая кожа» по роману Оноре де Бальзака. В 2023 году возобновила постановку в качестве проекта «VeraSveshnikova Production», выступив продюсером и художником по костюмам.
С апреля 2018 года исполняет роль Аманэ Мисы в русскоязычном проекте мюзикла «Тетрадь смерти» (Продюсерский центр «Penta Entertainment»). В рамках программы «Года японско-российских межрегиональных и побратимских обменов» состоялся концерт-презентация мюзикла «Death Note: The Concert» в сопровождении оркестра, Вера выступала в роли Аманэ Мисы (17.04.2021, Москва) и в проекте «ТСсс… концерт!» (30.09.2023, клуб «Космонавт», Санкт-Петербург).
С ноября 2018 года проводит совместно с мамой, педагогом-психологом Галиной Борисовной Свешниковой мастер-классы по вокалу «Психология звука» в Санкт-Петербурге. В 2018 году выходит первый том стихов и переводов песен с концертов «Те, кто мы есть» брата и поэта Александра «Стихия Свешникова», в иллюстрациях книг принимала участие с коллегами, выпустила диск с песнями «Шаг в темноте», через год вышел второй том.
В феврале 2019 года играет в спектакле «Телевизионщики» Санкт-Петербургского уездного театра главного редактора канала.
С декабря 2019 года играет Грушеньку в рок-опере «КарамазоВЫ» по роману Ф. М. Достоевского. С апреля 2022 года исполняет роль Анны де Бейль в рок-опере «Графиня де Ля Фер».
26 января 2018 и 10 февраля 2019 года выступала на открытии Санкт-Петербургского ювелирного фестиваля «Наследие Фаберже» с Кириллом Гордеевым.
Вера Свешникова ведёт активную концертную деятельность. В репертуаре певицы произведения различных жанров: арии из мюзиклов, песни из фильмов, джаз, рок, эстрада, авторская песня. На многие зарубежные песни репертуара сделаны эквиритмические переводы Александром Свешниковым, среди них композиции на немецком, английском, французском, корейском, итальянском. Гастролирует с Санкт-Петербургским театром музыкальной комедии, участвует в международных фестивалях оперетты. Как приглашённая артистка выступала в концертных программах своих коллег: Ивана Ожогина, Кирилла Гордеева, Анны Лукояновой, Марка Зайберта; пела на концерте театра и играла в спектакле с Марком и Томасом Борхертом во время их гастролей; участвует в творческих вечерах поэта Андрея Пастушенко, композитора и дирижёра Владимира Рылова. С 2015 года сотрудничает с Фондом А. П. Петрова и принимает участие в концертах фонда. В акции «Песни Победы» в 2020 году спела «Эхо любви». Принимает участие в проекте «АртМафия Show» в Петербурге (30.03.2024, КЗ «Олимпия»), концерте «Выходные мюзикла» (18.02.2024, КЗ Москонцерт Холл), (17-20.07.2023) в туре «в Осетию с Газаевой».
Исполнила песню «Синяя птица любви» на концерте в Доме культуры «Ново-Переделкино» в 2009 году, «Как ты там живёшь?» (автор музыки и слов Ульяна Стратонитская) на концерте «Те, кто мы есть» в 2016. В день солидарности в борьбе с терроризмом 3 сентября 2020 года представила песню «Дети чужой войны» (автор музыки и слов Игорь Волков), в проекте «Строки души» 18 сентября авторскую песню «Тахикардия» на стихи Александра Свешникова, написала к песне музыку.
В августе 2022 года участвует в большом сольном концерте Александра Казьмина «Игра вслепую» в Санкт-Петербурге, организованном продюсерским центром «БаярунасКонцерт».
В 2023 году выступила продюсером и участницей концертов «Мировые хиты мюзиклов» при участии коллег Кириллом Гордеев, Евгением Кириллиным, Анфисой Калимуллиной, при участии балета с авторской хореографией.
В 2023 году спродюсировала концерт «Рок-отрыв! Вне логики!». Организовала, спродюсировала сольный концерт Дарьи Ким и приняла в нём участие вместе с Романом Дрябловым и Ярославом Баярунасом. Выпустила авторские песни на свою музыку и тексты «Сон души» и «Дикая» в жанре Indie Rock, «Я не могу иначе», «Шаг в темноте» и «В жизни другой» для нового альбома «Валькирия», одноимённая песня «Валькирия», выступила режиссёром клипов.
В 2024 году сделал клип и исполнила в русском переводе песню «Я иду к тебе, моя любовь» из дорамы «Гоблин» в переводе Сони Лисач, в авторской аранжировке выпустила песню «Город влюбленных людей», совместно с Амбисаша песню «Клетка». Так же спродюсировала концерт «Песня, в которой ты…»: Концерт, полностью состоящий из старых русских песен из кинофильмов и советской эстрады в современной аранжировке, где выступает вместе с Кириллом Гордеевым. С марта 2024 исполняет роль Хозяйки медной горы в одноимённом мюзикле Глеба Матвейчука в ФЦ «Москва».

### Личная жизнь
С 2015 года состоит в браке с артистом мюзиклов Кириллом Гордеевым.

## Отзывы критиков
Фильм «Корсет»:
У любимцев театральной публики — Ивана Ожогина и Веры Свешниковой роли второго плана, на экране их можно видеть редко, да и слов у персонажей практически нет; однако они гармонично дополняют историю главных героев. Кронцпринц и Эльвира — дети порочного высшего света, где царят интриги, развлечения и поклонение красоте. Прекрасные артисты театра, Иван и Вера в фильме, пусть и в столь кротких сценах, смогли преподнести характеры персонажей так, что не возникает сомнений в том, что представляют из себя эти люди.
Яна Квятковская. Корсет // Fashion-Concert : интернет-портал. — 2015. — 1 октября.
Мюзикл «Джекилл & Хайд»:
Энергичная героиня Свешниковой, напротив, была бы отличной «боевой подругой».
Ольга Соловьева. Дихотомия Добра и Зла. О спектакле «Джекилл&Хайд» // Чайка : интернет-журнал. — 2016. — 6 июня (№ 3).
Эмма Веры Свешниковой – решительная «девушка с характером». Она готова отстаивать свою любовь перед всем миром, и мало найдется желающих перечить ей. И вокально партия Эммы идеально подходит Свешниковой.
Алиса Никольская. Премьера мюзикла «Джекилл & Хайд» в Санкт-Петербургском театре музыкальной комедии // Городские развлечения : интернет-журнал. — 2015. — 13 января.
Мюзикл «Демон Онегина»:
Вера Свешникова, которая в этом спектакле играет роль Татьяны, со своей ролью справляется на ура. Играя неопытную и юную девушку, она показывает всю гамму чувств — от любви до ненависти и обратно до любви, которую испытывает к Онегину.
Михаил Садчиков-младший. Мюзикл «Онегин»: Демон, секс и молитвы // Фонтанка.ру : интернет-газета. — 2015. — 5 октября.
Более земная и понятная Татьяна Веры Свешниковой. Источник ее романтизма - не только в книгах, но и в народных сказках и обычаях. Что больше соответствует деревенскому воспитанию и окружению Татьяны.

По-разному решают актрисы сцену, в которой Татьяна приходи за книгой к Онегину. Причина падения книги из рук Татьяны Свешниковой кроится в сильных переживаниях, в жажде и страхе коснуться Евгения.
Ольга Соловьева. Под скрип пера. О мюзикле «Онегин» // Чайка : интернет-журнал. — 2016. — 6 июня (№ 3).
Образ той же самой героини, созданный Верой Свешниковой, мне понравился. Актриса не позволила себе принизить свою героиню. Свешникова добавила своей Татьяне народности, ее «книжным» желаниям - простоты, благо по сюжету девушка была очень близка с нянюшкой, простой крестьянкой. В противоречии между народностью и «книжностью» и кроется причина терзаний свешниковской Татьяны.
Ольга Соловьева. Контемпорари «Демон Онегина», или руководство «Как испортить хорошую вещь». Из «Заметок на коленке» // Чайка : интернет-журнал. — 2017. — 25 марта (№ 3).
Мюзикл «Письма к Богу. Оскар и Розовая Дама»:
В ролях поющих Оскара и Пэгги — звезды петербургской музыкальной сцены Антон Авдеев и Вера Свешникова. Вся команда слышащих актеров училась «жестовому» пению.
Светлана Мазурова. В Петербурге поставили мюзикл «Оскар и розовая дама» // Российская газета : интернет-газета. — 2017. — 13 июня.
Целый год изучать язык жестов: сначала дактиль — это буквенные обозначения, потом слова, затем их сочетания. Конечно, этот мюзикл меня изменил, да. Абсолютно и бесповоротно. Открыл неизведанный, трогательный, глубокий мир, который стоит того, чтобы его узнать.
Гульсара Гильмутдинова. Вера Свешникова: «Этот мюзикл меня изменил» // Стрела : интернет-газета. — 2017. — 20 сентября.
Мюзикл «Граф Монте-Кристо»:
У Свешниковой на протяжении всего действия доминирует лирико-романтическое начало, даже став матерью взрослого сына, она продолжает оставаться восторженной девушкой, сохранившей в полной неприкосновенности светлые мгновения юности и питающейся этой памятью все последующие после разлуки с возлюбленным годы.
Светлана Рухля. Долгое возвращение и голливудский финал // Санкт-Петербургский музыкальный вестник : интернет-журнал. — 2017. — 2 декабря.
На премьере партию Монте-Кристо исполнил любимец публики, звезда многих мюзиклов гигант Кирилл Гордеев, партию Мерседес — не уступающая ему в популярности хрупкая Вера Свешникова, сумевшая соединить в роли лиричность и силу. Эта визуально выигрышная пара уже не раз доказывала на сцене Музкомедии состоятельность своего дуэта.
Екатерина Омецинская. Граф да не тот // Петербургский театрал : интернет-журнал. — 2017. — Декабрь.
Мерседес Веры Свешниковой – чувственная, горячая, готовая на все ради любви. Их трагический дуэт с Эдмоном «Я буду здесь» просто сносит силой и мощью. Такая любовь и правда обрушивает все стены и открывает все замки. А как хороши в исполнении Свешниковой огромные сольные номера – «Когда мир был моим» в первом акте и «Все это время» во втором, где Мерседес уже взрослая женщина, печальная, с горящим болью взглядом, но не утратившая пыла чувств к самому важному человеку в жизни.
Алиса Никольская. Мюзикл «Граф Монте-Кристо» в Санкт-Петербургском театре музыкальной комедии // Городские развлечения : интернет-журнал. — 2017. — 20 декабря.
Гала-концерт «Виват, продюсер»:
Неожиданно нежная и романтичная Вера Свешникова в роли принцессы Жасмин вместе с Аладдином (Игорь Кроль) перенесли нас в сказочный волшебный мир детских фантазий. Сцены из спектакля «Джекилл&Хайд» в исполнении Диевской, Свешниковой и Гордеева были как заколдованные плоды. Отведать их – значило проникнуть в бог весть какие глубины человеческой души, разгадать тайну дихотомии добра и зла.
Ольга Соловьева. Гала-концерт «Виват, продюсер». Размышления о музыке и «легком» жанре // Чайка : интернет-журнал. — 2017. — 4 марта.
Рок-опера «КарамазоВЫ»:
Кстати, про Грушеньку, Веру Свешникову. Здесь же она отыгрывает корыстную, подлую и неприятную особу, и ей это отлично удается. И, казалось бы, кого можно приворожить простой прической и глухим черным платьем, но глядя на местную Грушеньку, понимаешь, что всех.
Анастасия Жен. Рок-опера «КарамазоВы»: для тех, кто хочет приобщиться к Достоевскому // Субкультура : интернет-портал. — 2020. — 30 октября.
Мюзикл «Моя прекрасная леди»:
Чумазая цветочница Элиза в блистательном исполнении Веры Свешниковой страшно шепелявит и в целом страдает от невнятной артикуляции, при этом не забывая шмыгнуть носом и вытереть его же рукавом. Что не мешает ей защищать себя и стремиться к лучшей жизни. Девушка сама просит профессора научить её говорить и вести себя как леди, чтобы она могла устроиться продавщицей в цветочный магазин, а не продавать «фиялки» на холодной улице.
Екатерина Спицына. «Моя прекрасная леди» в Театре музыкальной комедии: история одной эмансипации // Театр To Go : интернет-портал. — 2021. — 6 декабря.
Многогранный образ Элизы Дулиттл создает Вера Свешникова, соединив великолепный вокал с виртуозной актерской игрой. Эта Элиза возникает в разных ипостасях – девчонка из лондонских низов, строптивая ученица профессора, псевдоледи, с успехом приводящая в изумление и восторг светских господ. Тонко передает актриса глубинный, потаенный пласт души своей героини – стремление обрести очаг, семью и сочувствие близких. В каждом эпизоде у Элизы Свешниковой свой темперамент: от резких вспышек в спорах до лирических откровений-признаний. Меняется и «температура» пластики – от плавного кружения до огненного «испанского» танца, символизирующего победу.
Игорь Ступников. Возвращение прекрасной леди // Театр+ : интернет-журнал. — 2021. — 14 декабря.
А вот творение Хиггинса Элиза – Вера Свешникова – так ему и не подчинилась. Через детский бунт (внутренний музыкальный монолог «Ну, Генри Хиггинс, погоди!»), через пытку камешками во рту и бессонные рабочие ночи выучилась, выиграла Пигмалиону пари – но не смирилась с человеческим равнодушием своего учителя.
Нора Потапова. В начале было слово… // Музыкальные сезоны : интернет-портал. — 2021. — 17 декабря.
Никаких внешних превращений Элизы из цветочницы в леди в спектакле практически не происходит. Вера Свешникова играет человека, у которого действительно большие проблемы с произношением. И дело тут не в грубости и необразованности. В её облике не подчёркивается бедность или неопрятность. Элиза тут почти инвалид в том смысле, в каком понимает это Хиггинс: она невыносимо шепелявит, произнося «жапросто» вместо запросто, «штану» вместо стану, «ждорово», «вождавать почешти». И актрисе удается всё это не только произнести, но и пропеть! Элиза лишена нормальной человеческой речи, то есть, по Хиггинсу, несовершенна, неполноценна.
Екатерина Рыбас. В начале был звук // Петербургский театрал : интернет-журнал. — 2021. — 20 декабря.
У Веры Свешниковой ясный, достаточно сильный, богатый голос, и артистка умеет им пользоваться, виртуозно обозначая перемены настроения героини. Но когда Элиза разговаривает… Нет сомнений, что певица вложила три пуда работы в эту роль, что она тщательно воспроизводит тот рисунок, что придумал режиссер — но что же он ей придумал? Бедная девушка говорит не как девушка из неблагополучного района — она говорит как человек, переживший тяжелую физическую травму челюсти. «Я девушка чещная», «было бы шдорово». Зато как блистателен монолог «уже выучившей звуки» героини про украденную у покойной тетки шляпку — артистка воспроизводит безукоризненно прохладные «аристократические» манеры, речь виртуозно чиста, и с этой виртуозной прохладной чистотой героиня невозмутимо выдает всю лексику рыночной подворотни; зал рыдает от хохота.
Анна Гордеева. До самого утра // Петербургский театральный журнал : интернет-журнал. — 2022. — 12 января.
Несомненной удачей режиссера стал выбор исполнительницы на главную роль Элизы Дулиттл. Молодая актриса Вера Свешникова во всех смыслах пленительна: красивый голос, пластичность, артистичность.
Людмила Безрукова. Не надо разговоров, мадам и месье, пойте! // Труд : интернет-газета. — 2022. — 14 января.
Вера Свешникова (Элиза) обладает тем, что Мейерхольд называл «рефлекторной возбудимостью». За ее движениями интересно следить. <...> Свешникова-Элиза избавляется от нелитературного произношения (кстати, помимо проглатывания гласных, она жутко шепелявит, что было и в спектакле Стукалова), но остается простой и естественной девушкой. Одних это разочарует (не звезда!), других порадует. Я никогда не слышал фразы из нынешнего спектакля: «Вы думаете, я не могла бы быть сиреной?» Эта Элиза принципиально не хочет стать «сиреной». В этом ее достоинство или недостаток. Существуют противоположные точки зрения.
Благодаря долгой (4 месяца) работе с опытным режиссером Свешникова поет и, что еще более удивительно, танцует осмысленно, в образе, не боясь порой выглядеть некрасивой (1-я ария: «Вот было б здорово»). Она нигде не позирует. У Элизы-Свешниковой все сложнее. За безукоризненным вокалом и отважным танцем ощутимы потрясение и испуг перед тем, что открылось в ней самой. Это перерождение не слабее, чем у Джекилла-Хайда.
Если Хёпберн почти сразу побивала зрителя красотой и женственностью, то Свешникова, прежде всего, вызывает симпатию как человек нравственно чистый и в последнем акте даже мудрый. Мы вместе с миссис Хиггинс говорим: «Браво, Элиза!» - она четко объясняет ситуацию своему вчерашнему наставнику. Элиза-2021, явно, страдает. Мы не получим известного по фильму-мюзиклу хеппи-энда. Как известно, и Бернард Шоу его не предполагал. Два героя оказываются по разные стороны «баррикады». Элиза хотела бы брака с Хиггинсом, влюблена в него, но не готова для этого уничтожиться.
<...> Свешникова не манерничает - ей это не свойственно. Как дитя современной эпохи, она, скорее, пародирует телевизионных дикторов, идеально артикулирующих новости.
Евгений Соколинский. "Прекрасная леди" и Андрей Белый / "Моя прекрасная леди" в Санкт-Петербургском театре музыкальной комедии // Страстный бульвар, 10 : интернет-журнал. — 2022. — 5 февраля (№ 5—245/2022). — С. 78—82.
Рождественский концерт «Оперетта во всех лицах»:
Санкт-Петербургские солисты — Олег Ромашин, Игорь Кроль, Вера Свешникова и Кирилл Гордеев выразили себя в более интеллектуальной подаче, тонкой прорисовке партий, с чувством собственного достоинства и деликатного, утонченного видения образов.
Маргарита Мендель. С опереттой в Рождество // notes Musica opus : интернет-портал. — 2021. — 9 декабря.
Мюзикл «Хозяйка медной горы»:
В образе Хозяйки и Данилы предстают любимцы публики, блистательные, талантливые, яркие и харизматичные актёры Вера Свешникова и Кирилл Гордеев. Вера и Кирилл - не только творческая, но и семейная пара, что усиливает невероятный эмоциональный накал, с первого мгновения между героями чувствуется невероятная химия и неземное притяжение друг к другу.
Юлия Бурулева. Совершенство красоты и синергия смыслов в новом мюзикле Глеба Матвейчука «Хозяйка Медной горы»: «Только любви подчиняется камень!» // Worldpodiumюru : интернет-портал. — 2024. — 20 март.

## Работы

### Театр
Санкт-Петербургский театр музыкальной комедии
- Мюзикл «Бал вампиров» (реж. К. Балтус) — Сара, Артистка ансамбля (2011 — 2014), (2018 — 2019)[31]
- Спектакль-концерт «Хиты Бродвея и не только…» (реж. Б. Томаш, А. Сафронов, А. Суханов) — Сара, Баронесса фон Вальдстэтен, Элизабет, Мерседес, Эмма, Рокси, Фанни, Лизль, Алиса, миссис Дэнверс, Жасмин, Аида, Клара, Бонни, Камилла, Нала и др. (2013 — 2023)
- Мюзикл «Джекилл & Хайд» (реж. Г. М. Кереньи KERO) — Эмма Кэрью (с 2014 — 2022)[32]
- Мюзикл «Граф Монте-Кристо» (реж. Г. М. Кереньи KERO) — Мерседес Эррера (с 2017 — 2024)[33]
- Спектакль-концерт «Хиты Бродвея-2. На сцене и на экране» — Рокси, Фанни, Лизль (2017 — 2019)
- Мюзикл «Канкан» (реж. Г. М. Кереньи KERO) — Клодин (с 2018 — 2025)[34]
- Мюзикл «Девчонка на миллион» (реж. Андрей Носков) — Анастасия Глазкова (с 2019 — 2022)[35]
- Мюзикл «Моя прекрасная леди» (реж. Григорий Дитятковский) — Элиза Дулиттл (с 2021)[36]
- Мюзикл «Мышеловка» (реж. Николай Покотыло) — Молли Рэлстон (с 2022)
- Мюзикл «Хозяйка медной горы» (реж. Г. Матвейчук) — Хозяйка медной горы (с 2025)

Театриум на Серпуховке
- Музыкальная драма «Я — Эдмон Дантес» (реж. Е. Дружинин) — Рене де Вильфор, Валентина де Вильфор, Гайде (2012 — 2013)[37]

Продюсерская компания «Makers Lab»
- Мюзикл «Мастер и Маргарита» (реж. С. Стрейзанд) — Маргарита, Гелла (2015 — 2017)[38] — Маргарита (с 2024)
- Мюзикл «Онегин / Демон Онегина» (реж. С. Стрейзанд) — Татьяна Ларина (2015 — 2017)[39]
- Мюзикл «Чудо — Юдо» (реж. С. Стрейзанд) — Василиса (2016 — 2018)[40]
- Мюзикл «Письма к Богу. Оскар и Розовая Дама» (реж. С. Стрейзанд) — Пэгги (2017 — 2018)[41]
- Мюзикл «Фауст. Пари дьявола» (реж. П. Малевский) — Маргарита (2024)

Проект «Те, кто мы есть»
- Семистейдж «Шагреневая кожа» (реж. Н. Панин) — графиня Феодора (с 2019)

Творческий центр продвижения театра и кино «Глас Муз»
- Мюзикл «Дама Пик» (реж. С. Стрейзанд) — Наталия Чарская / Дама Пик (с 2022)[42]

Санкт-Петербургский уездный театр
- Спектакль «Телевизионщики» (реж. Я. Губаев) — главный редактор канала (2019)

Театр «АРтель» Александра Рагулина
- Рок-опера «КарамазоВЫ» (реж. А. Рагулин) — Грушенька (с 2019)[43]
- Рок-опера «Графиня де Ля Фер» (реж. А. Рагулин) — Графиня де Ля Фер / Анна де Бейль (с 2022)[44]
- Мюзикл-драма «Последний Романов» (реж. А. Рагулин) — Мария Романова, Кшесинская (с 2024)[45]

Проект «VeraSveshnikova Production»
- Мюзикл «Шагреневая кожа» (реж. Н. Панин) — графиня Феодора (с 2023)[46]

Санкт-Петербургский театр «Мюзик-Холл»
- Мюзикл «Три товарища» (реж. Ф. Разенков) — Пат (с 2023)

Театральная компания Глеба Матвейчука
- Мюзикл «Хозяйка медной горы» (реж. Г. Матвейчук) — Хозяйка медной горы (с 2024)[47][48][49]
- Мюзикл «Опасные связи» (реж. Г. Матвейчук) — Мадам де Турвель (с 2024)[50]

### Концерты
В 2014—2017 годы принимала участие в музыкальном шоу «Тени» — Дворец «Олимпия», Санкт-Петербург. Приняла участие 23.10.2014 в музыкальном шоу «Таланты» — Театр «Мюзик-Холл», Санкт-Петербург. Участвовала 11.12.2017 в творческом вечере «Отверженные» — КЗ «Мюзик-Холл», Санкт-Петербург.
С 2018 года принимает участие в концертных программах, организованных продюсерским центром «Пентаграмма», Москва, Санкт-Петербург.
В 2020 году проводит онлайн-концерты ВИП (вокально-инструментальные посиделки) на платформе Twitch с Кириллом Гордеевым.
Принимала участие в концепт-концертах «Теория противоположностей» продюсерского центра «White raven» на стихи Андрея Пастушенко — ДК Ленсовета, Санкт-Петербург (29.02.2020; 19.05.2021). В концерте «Симфоджаз» с Кириллом Гордеевым — КЗ «Колизей», Санкт-Петербург, 08.09.2021, и «Маэстро Раймонд Паулс — 85!» с Игорем Кролем — КЗ Тинькофф Арена, Санкт-Петербург, 24.10.2021.
В 2023 году провела сольный концерт Дарьи Ким «Культура России и Кореи» в Летнем дворце. Партнером и специалистом по шоу-визуальным эффектам выступил Виталий Кравченко.

### Концертные программы
| Программа                                                                                    | Дата и площадка                                                                                   | Участники |
| -------------------------------------------------------------------------------------------- | ------------------------------------------------------------------------------------------------- | --- |
| Сольный концерт «Те, кто мы есть»                                                            | 09.10.2015 (Дворец «Олимпия», Санкт-Петербург)                                                    | Гости: Кирилл Гордеев, Георгий Новицкий                                                                                                 |
| Сольный концерт «Те, кто мы есть: пробуждая искренность»                                     | 04.03.2016 (КЗ «Колизей Арена», Санкт-Петербург)                                                  | Гости: Кирилл Гордеев, Георгий Новицкий, Анна Лукоянова                                                                                 |
| Сольный концерт «Те, кто мы есть: выбирая пути»                                              | 07.04.2017 (КЗ «Колизей Арена», Санкт-Петербург)                                                  | Гости: Кирилл Гордеев, Георгий Новицкий, Анна Лукоянова                                                                                 |
| Концерт «Закрытый рояльный вечер»                                                            | 18.09.2017 (Музей «Эрарта», Санкт-Петербург)                                                      | Гости: Кирилл Гордеев, Евгений Кириллин, Манана Гогитидзе                                                                               |
| Рок-концерт «СахаРок»                                                                        | 30.04.2018 (Opera Concert Club, Санкт-Петербург) 04.10.2018 (Opera Concert Club, Санкт-Петербург) | Гости: Кирилл Гордеев, Евгений Кириллин                                                                                                 |
| Концертная версия мюзикла «Шагреневая кожа»                                                  | 07.09.2019 (КЗ «Колизей Арена», Санкт-Петербург)                                                  | Гости: Кирилл Гордеев, Евгений Кириллин, Ольга Ажажа                                                                                    |
| Концерт «Мур-Мур вечер»                                                                      | 29.11.2019 (Art Hall Gold, Санкт-Петербург)                                                       | Гости: Кирилл Гордеев, Елена Газаева, Евгений Кириллин, София Феськова                                                                  |
| Концерт ВИП offline: «Мгновения жизни»                                                       | 28.02.2021 (Art Hall Gold, Санкт-Петербург)                                                       | Гости: Кирилл Гордеев, Владимир Ярош, Кристина Кузьмина                                                                                 |
| Концерт «Голос Рождества»                                                                    | 03.01.2023 (Церковь Посещения Святой Девой Марией Елизаветы, Санкт-Петербург)                     | Совместно с Романом Дрябловым |
| Концерт «Мировые хиты мюзиклов»                                                              | 03.02.2023 (КЗ «Колизей Арена», Санкт-Петербург) 10.06.2023 (Градский Холл, Москва)               | Гости: Кирилл Гордеев, Евгений Кириллин, Анфиса Калимуллина Дарья Ким                                                                   |
| Концерт «Рок-отрыв! Вне логики»                                                              | 26.11.2023 (Aurora Concert Hall, Санкт-Петербург)                                                 | Совместно с Кириллом Гордеевым. Специальные гости: Всеволод Масюк, Вячеслав Рязанов                                                     |
| Концерт «Песня, в которой ты…»                                                               | 07.04.2024 (Epicenter Concert Hall, Санкт-Петербург)                                              | Совместно с Кириллом Гордеевым |
| Концерт «Всё из-за тебя»                                                                     | 09.03.2025 (Дворец «Олимпия», Санкт-Петербург)                                                    | Специальные гости: Кирилл Гордеев, Ярослав Баярунас, Никита Следнев                                                                     |
| Online-концерты                                                                              |                                                                                                   | |
| Онлайн-концерт ТКМЕ «Панацея»                                                                | 28.03.2020 (платформа TWITCH)                                                                     | Совместно с Кириллом Гордеевым |
| Онлайн-концерт ВИП 1.0 «День Победы»                                                         | 09.05.2020 (платформа TWITCH)                                                                     | Совместно с Кириллом Гордеевым |
| Онлайн-концерт ВИП 2.0 «Те, кем мы не были»                                                  | 23.05.2020 (платформа TWITCH)                                                                     | Совместно с Кириллом Гордеевым |
| Онлайн-концерт для Китая НеВИП «Обо всём»                                                    | 31.05.2020 (платформа TWITCH)                                                                     | Совместно с Кириллом Гордеевым |
| Онлайн-концерт ВИП 3.0 «Неспетые не мюзиклы»                                                 | 20.06.2020 (платформа TWITCH)                                                                     | Совместно с Кириллом Гордеевым |
| Онлайн-концерт ВИП 4.0 День Рождения «12054»                                                 | 29.06.2020 (платформа TWITCH)                                                                     | Кирилл Гордеев (без Веры Свешниковой)                                                                                                   |
| Онлайн-концерт ВИП 2.1, «Те, кем мы не были»                                                 | 16.07.2020 (платформа TWITCH)                                                                     | Совместно с Кириллом Гордеевым |
| Онлайн-концерт ВИП 4.1 Неосольник Веры Свешниковой                                           | 29.08.2020 (платформа TWITCH)                                                                     | |
| Онлайн-концерт ВИП 0.0 «На границе времени»                                                  | 30.12.2020 (платформа TWITCH)                                                                     | Совместно с Кириллом Гордеевым |
| Онлайн-концерт «Душевный вечер»                                                              | 09.05.2022 (платформа TWITCH)                                                                     | Совместно с Кириллом Гордеевым |
| Спродюсировано VeraSveshnikova Production                                                    |                                                                                                   | |
| Сольный концерт Кирилла Гордеева «Шляпа»                                                     | 29.06.2021 (КЗ «Колизей Арена», Санкт-Петербург)                                                  | Специальные гости: Вера Свешникова, Агата Вавилова, Евгений Кириллин, Денис Коновалов, Николай Карш, Евгения Воробьёва, Ольга Сереброва |
| Сольный творческий вечер Кирилла Гордеева «35 и 5»                                           | 03.07.2022 (Olympia Palace, Санкт-Петербург) 04.11.2022 (ЦДРИ, Москва)                            | |
| Сольный концерт Дарьи Ким «Концерт-открытие, соединяющий две культуры: России и Южной Кореи» | 26.05.2023 (Летний дворец, Петергоф)                                                              | Специальные гости: Вера Свешникова, Роман Дряблов, Ярослав Баярунас                                                                     |
| Сольный творческий вечер Кирилла Гордеева «KIRO Film»                                        | 29.06.2023 (Art Hall Gold, Санкт-Петербург)                                                       | Специальные гости: Елена Газаева |
| Сольный концерт Кирилла Гордеева «Подкаст со временем»                                       | 29.06.2024 (КЗ «Колизей Арена», Санкт-Петербург)                                                  | Специальные гости: Вера Свешникова, Елена Газаева                                                                                       |
| Сольный концерт Кирилла Гордеева «Грань сумасшествия»                                        | 29.06.2025 (Art Hall Gold, Санкт-Петербург)                                                       | Специальные гости: Юлия Ива, Ярослав Баярунас                                                                                           |

### Дискография
Принимала участие в студийной записи треков для постановок:
- 2014 — «Мастер и Маргарита», Санкт-Петербург.
- 2016 — «Онегин», Санкт-Петербург.
- 2017 — «Оскар и Розовая Дама», Санкт-Петербург.
- 2018 — «Граф Монте-Кристо», Санкт-Петербург.
- 2018 — «Шаг в темноте» (продюсирование Вера Свешникова), Санкт-Петербург.
- 2023 — «Валькирия» (продюсирование Вера Свешникова), Санкт-Петербург.

### Фильмография
- 2015 — короткометражный фильм «Корсет» (Эльвира). Режиссёр: Ольга Твайлайт[73][74]

## Награды и премии
- Лауреат I и II Московского конкурса вокалистов им. Шаляпина[75].
- Лауреат конкурса «Эстафета искусств» в рамках фестиваля «Юные таланты Московии».
- 2018 — Номинация на Высшую театральную премию Санкт-Петербурга «Золотой софит» — «Лучшая женская роль в оперетте и мюзикле» за роль Мерседес Эррера в спектакле «Граф Монте-Кристо»[76]
- 2022 — Лауреат Высшей театральной премии Санкт-Петербурга «Золотой софит» — «Лучшая женская роль в оперетте и мюзикле» за роль Элизы Дулиттл в спектакле «Моя прекрасная леди»[1]
- 2022 — Номинация российской национальной премии «Музыкальное сердце театра» — «Лучшая исполнительница главной роли» за роль Элизы Дулиттл в спектакле «Моя прекрасная леди»
- 2022 — Номинация XV Международной общественной премии зрительских симпатий «Звезда театрала» (шорт-лист) — «Лучшая женская роль» за роль Элизы Дулиттл в спектакле «Моя прекрасная леди»
- 2024 — Номинация российской национальной премии «Музыкальное сердце театра» — «Лучшая исполнительница главной роли» за роль Хозяйки в спектакле «Хозяйка Медной горы»[77]
- 2024 — Лауреат российской национальной премии «Музыкальное сердце театра» — «Лучшая исполнительница главной роли» за роль Пат в спектакле «Три товарища»[78]